# Protammodytes
Protammodytes is een geslacht van straalvinnige vissen uit de familie van de zandspieringen (Ammodytidae).

## Soorten
- Protammodytes brachistos Ida, Sirimontaporn & Monkolprasit, 1994
- Protammodytes sarisa (Robins & Böhlke, 1970)